# 武科瓦尔水塔
武科瓦尔水塔是位于克罗地亚城市武科瓦尔的一座水塔。这座建筑是武科瓦尔當地的一個地标，在克羅埃西亞獨立戰爭期間的武科瓦爾戰役中，南斯拉夫军队对水塔以及武科瓦尔造成了严重破坏。

## 历史

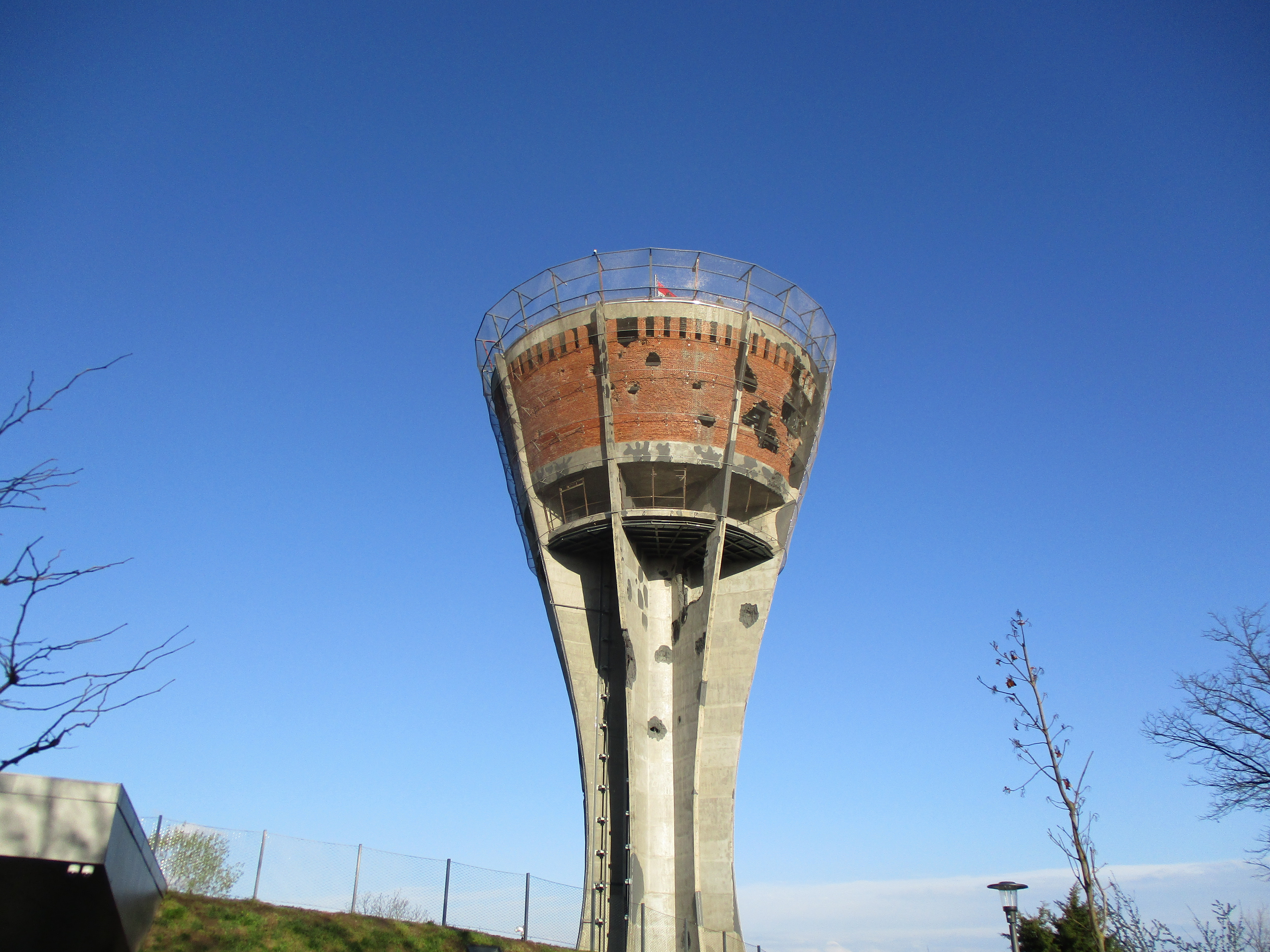
武科瓦尔水塔

1960年代末期，Plan公司和Hidrotehna Zagreb分别设计、建造了这座水塔。
在克羅埃西亞獨立戰爭爆发之前，水塔顶端一直开着一家餐厅，从餐厅里能看到武科瓦尔市全貌，多瑙河以及周边地区的葡萄园。
武科瓦爾戰役期间，水塔成了炮兵最常轰击的目标之一。在围城期间，水塔被击中了六百多次。
在武科瓦尔重回克罗地亚之后，克罗地亚总统弗拉尼奥·图季曼开启了水塔重建计划，但该计划并未得到落实，水塔成了纪念武科瓦尔戰役的紀念性建筑，而且被改造为一座带有餐厅的博物馆。战争留下的痕迹依旧清晰可见。2020年10月30日，水塔正式对外开放。2021年3月10日，武科瓦尔水塔加入世界伟大塔楼联盟（World Federation of Great Towers）。